# Niževec
Niževec – wieś w Słowenii, w gminie Borovnica. W 2018 roku liczyła 41 mieszkańców.